# Ramírez (pel·lícula)
Ramírez és una pel·lícula espanyola independent dirigida per Albert Arizza. Filmada en alta definició i un pressupost de 50.000 euros, retrata en estil documental i càmera en mà la manera d'actuar d'un psicòpata. Es va distribuir gratuïtament per internet.

## Sinopsi
Ramírez és un jove atractiu, educat i de bona família que viu en un barri benestant i es dedica a la fotografia, però en realitat és un psicòpata. A la seva vida quotidiana no té un objectiu clar ni present ni futur, però de nit mostra predilecció pel sexe sense lligams i immediat, que aprofita per seduir i assassinar noies joves. Però tot canviarà quan segresti María, per li sentiràcoses que abans no havia sentit.

## Repartiment
- Cristian Magaloni - Ramírez
- Geraldine Chaplin - Galerista
- Zoe Berriatúa - Bruno
- Luis Mesonero - Cirurgià
- Sara Martín - María
- Olalla Escribano - Paquita
- Tacuara Jawa
- Huichi Chiu

## Producció
Fou rodada amb un pressupost de 50.000 euros. El guió és totalment original d’Albert Arizza, tot i que es basa en assassinats en sèrie reals i pren el nom de la pel·lícula de l’infame assassí en sèrie Richard Ramírez. Retrata la pèrdua de valors en la societat urbana
Ramírez està filmada en estil documental i càmera en mà, donant major realisme a les escenes, com si es tractés d'un seguiment a un psicòpata-traficant de veritat, fred, impassible. Tot el saber està focalitzat en ell, li coneixem a través dels fets, és el fil conductor. Els primers plans, la contenció en els diàlegs i una melodia introspectiva i inquietant ens condueixen a veure la foscor i les emocions del personatge. L'espectador és còmplice d'un assassí, entra dins del monstre sense moralines, sense efectisme sagnant, ni gore.

## Reconeixements
És premiat amb el Diploma Discovery del premi Noves Visions del XLI Festival Internacional de Cinema Fantàstic de Catalunya i Bisnaga de plata al millor director al Festival de Màlaga, nominada al Independent Camera Award de Festival Internacional de Cinema de Karlovy Vary i al Golden Zenit al Festival Internacional de Cinema de Montreal.